# Viguzzolo
Viguzzolo är en ort och kommun i provinsen Alessandria i regionen Piemonte i Italien. Kommunen hade 3 098 invånare (2018).